# Carrera por puntos
Una carrera por puntos es un tipo de carrera en la que el criterio para definir los ganadores es la suma de puntos obtenidos a lo largo de la carrera, en lugar del tiempo realizado en una distancia fija o la distancia lograda en un tiempo fijo. Este sistema fomenta que haya pelea por el liderazgo constantemente, incluso en carreras largas, donde la estrategia es correr a velocidad constante hasta los últimos metros.

## En ciclismo
En la versión olímpica de la carrera por puntos de ciclismo en pista, la distancia es de 40 km para hombres y 25 km para mujeres. En cada carrera participan entre 20 a 30 ciclistas. Los cuatro primeros reciben puntos al final de cada sprint de 2 km, repartidos en 5, 3, 2 y 1 puntos según la posición. Por otra parte, quien logra una vuelta de ventaja sobre los competidores del pelotón principal obtiene 20 puntos adicionales, y quien pierde una vuelta con respecto al pelotón principal pierde 20 puntos. Una vez finalizada la carrera, quien acumula más puntos gana la carrera. Este sistema de carrera genera varias estrategias para sumar puntos, como atacar cerca del fin de cada sprint o de improviso, intentando ganar una vuelta sobre los demás.
En torneos menores, existen otras escalas de puntuación. En el sistema "bola de nieve", la escala de puntos crece en cada sprint, lo cual eleva la tensión en el final de la carrera.

### Madison
La carrera Madison o Americana es la versión por equipos de la carrera por puntos del ciclismo. Los competidores se turnan en relevos como en las carreras de relevos a pie, pero se pueden realizar en cualquier momento de la carrera. Nuevamente, se otorgan 5, 3, 2 y 1 puntos en cada sprint, y el equipo que suma más puntos gana la carrera.
La modalidad se inventó en 1898 cuando varios estados de Estados Unidos prohibieron las carreras de ciclismo en que los competidores pedalearan más de 12 horas seguidas. Para continuar celebrando carreras de seis días, el organizador de carreras del Madison Square Garden decidió que la carrera se hiciera por relevos de 12 horas.

## En otras competiciones
En patinaje de velocidad sobre patines en línea, la escala de puntuación vigente desde 2007 es de 2-1 puntos en los sprints intermedios para los dos primeros y 3-2-1 puntos para los tres primeros en el sprint final.
Algunos videojuegos de carreras tienen modos de carreras por puntos. Además de la posición en carrera, también se usan otros criterios para decidir el ganador de cada sprint o sección, como el tiempo marcado en la sección.